# OZILOGY
『OZILOGY』（オジロジー）は、安来のおじが2004年4月にバックファイヤーレーベルからリリースした2枚目のアルバムである。

## 収録曲
1. 無限飛行
2. 花粉症戦隊 はくしょんレンジャー
3. 偉大なるみなさんへ
4. 嗚呼旅情
5. 伝言
6. チョットイイデスカ？
7. OZILOGY-1
8. 月の輪
2007年、ノグチアツシによってカバー（実質セルフカバー）される。
9. 孤高の旅人
2007年、ノグチアツシによってカバー（実質セルフカバー）される。
10. 今を生きる
11. Banana
12. OZILOGY-2
13. バリアをなくそう
ボーナストラック。

| スタブアイコン | サブスタブ | この項目は、まだ閲覧者の調べものの参照としては役立たない、アルバムに関連した書きかけの項目です。この項目を加筆・訂正などしてくださる協力者を求めています（P:音楽/PJ:アルバム）。 |